# Loutre à cou tacheté
Hydrictis maculicollis, Lutra maculicollis
Genre
Espèce
Synonymes
- Lutra maculicollis  Lichtenstein, 1835

Statut de conservation UICN

 NT  : Quasi menacé
Statut CITES
La Loutre à cou tacheté (Hydrictis maculicollis, syn. Lutra maculicollis) est une espèce de loutres (sous-famille des lutrinés), mammifères carnivores de la famille des Mustelidés. On la rencontre en Afrique.
Hydrictis maculicollis (Lichtenstein, 1835) est la seule espèce du genre monotypique Hydrictis. Elle a été décrite pour la première fois en 1835 par le zoologiste allemand Martin Lichtenstein (1780-1857) et le genre en 1921 par le zoologiste britannique Reginald Innes Pocock (1863-1947). Certains auteurs préfèrent toutefois maintenir l'espèce dans le genre Lutra.

## Brève description physique et écologique[4]
C’est une loutre de plus ou moins 60 cm de longueur auxquels il faut rajouter une queue de 30 à 40 cm de long. Le ‘poids’ d’un adulte est d’environ 5 kg. Le corps est élancé, lisse, avec une longue queue et des orteils très palmés munis de griffes. En dehors des taches blanches et brunes très variables sur la gorge et le dessous, la coloration est unie, brun chocolat. Le cri le plus caractéristique est un sifflement aigu, discret. La présence d'eau (un minimum) claire semble déterminante car c'est surtout un pêcheur diurne. Cet animal se nourrit essentiellement de poissons, de grenouilles mais également des crabes, mollusques, insectes, larves aquatiques, etc. Bien que généralement solitaire, cette loutre peut former des groupes familiaux. Contrairement à une croyance commune, ces loutres vivent aussi bien en rivière qu’en lac.

## Habitat et répartition

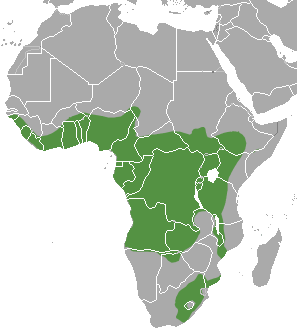
Carte de répartition en Afrique

Présente dans de nombreux pays d'Afrique, cette loutre est sans doute éteinte dans des États comme le Burundi, le Ghana, le Lesotho et le Togo. En Guinée-Bissau, il semble que l'espèce soit une forme naine, car, dans ce pays, les adultes ne mesurent que 60 cm de la tête au bout de la queue[réf. souhaitée]. Elle est également bien présente en Côte d'Ivoire, où elle a été répertoriée à plusieurs reprises, et notamment dans les forêts de Dodo, dans le sud-Ouest et dans le parc national de Taï.